# Zărnești
Zărnești is een stad (oraș) in het Roemeense district Brașov. De stad telt 25.332 inwoners (2002).

## Geboren in Zărnești
- Eduard-Michael Grosu (1992), wielrenner

Steden met gemeentestatus: Brașov · Făgăraș · Codlea · Săcele

Steden zonder gemeentestatus: Ghimbav · Predeal · Râșnov · Rupea · Victoria · Zărnești